# Огренич Микола Леонідович
Мико́ла Леоні́дович Огре́нич (нар. 8 грудня 1937 — пом. 12 квітня 2000) — український оперний співак (тенор), соліст Одеського театру опери і балету, професор, ректор Одеської консерваторії, Член-кореспондент Академії мистецтв України (1997, Заслужений артист УРСР (1971), Народний артист УРСР (1975), почесний громадянин міста Одеси (1998). Дипломант Всесоюзного конкурсу вокалістів імені М. Глінки (1965), лавреат міжнародного конкурсу вокалістів у Вервьєр (7-а премія, 1969), лавреат міжнародного конкурсу імені П.Чайковського (1-а премія, 1970).

## Життєпис
Микола Огренич 8 грудня 1937 року в с. Іванівка Одеської області, у багатодітній сільській родині.
У 1964 році закінчив Одеське музичне училище. З 1967 по 1969 рік Микола Огренич стажувався у Міланському театрі «Ла Скала».
1968 року закінчив Одеську державну консерваторію за фахом «сольний спів», клас професорки Ольги Благовидової.
У 1970 році здобув першу премію на Всесоюзному конкурсі імені М. І. Глинки.
8 грудня 1998 року Миколі Огреничу присвоєно звання почесний громадянин міста Одеси.

## Ролі
- Андрій («Запорожець за Дунаєм» Гулака-Артемовського)
- Петро («Наталка Полтавка» Лисенка)
- Лєнський («Євгеній Онєгін» Чайковського).